# Buddhamitra
Buddhamitra (90 a.C. circa) è stata una monaca buddhista indiana.

## Biografia
Visse nell'impero Kushan e entrò a Sangha diventando una monaca buddhista (anche se le fonti storiche non dicono se lo fece come bambina o dopo la morte del marito). Nonostante la sua vita precedente non sia trattata nei resoconti storici, appare in molti scritti. Sembra che il suo maestro fosse Bala e che appartenesse alla scuola Sarvastivadin. Non solo si dice che conoscesse la triplice essenza del buddhismo (il Canone buddhista) ma ricevette doni da un potente re, il Satrapo di Mathura, subordinato agli imperatori Kushan. Buddhamitra visse al tempo del IV concilio buddhista e probabilmente ne fu coinvolta a causa della sua conoscenza. È una figura importante, perché nonostante sia vissuta in una società patriarcale lasciò un segno nella storia, mentre molti re maschi sono stati dimenticati.